# Deportarea finlandezilor ingrieni

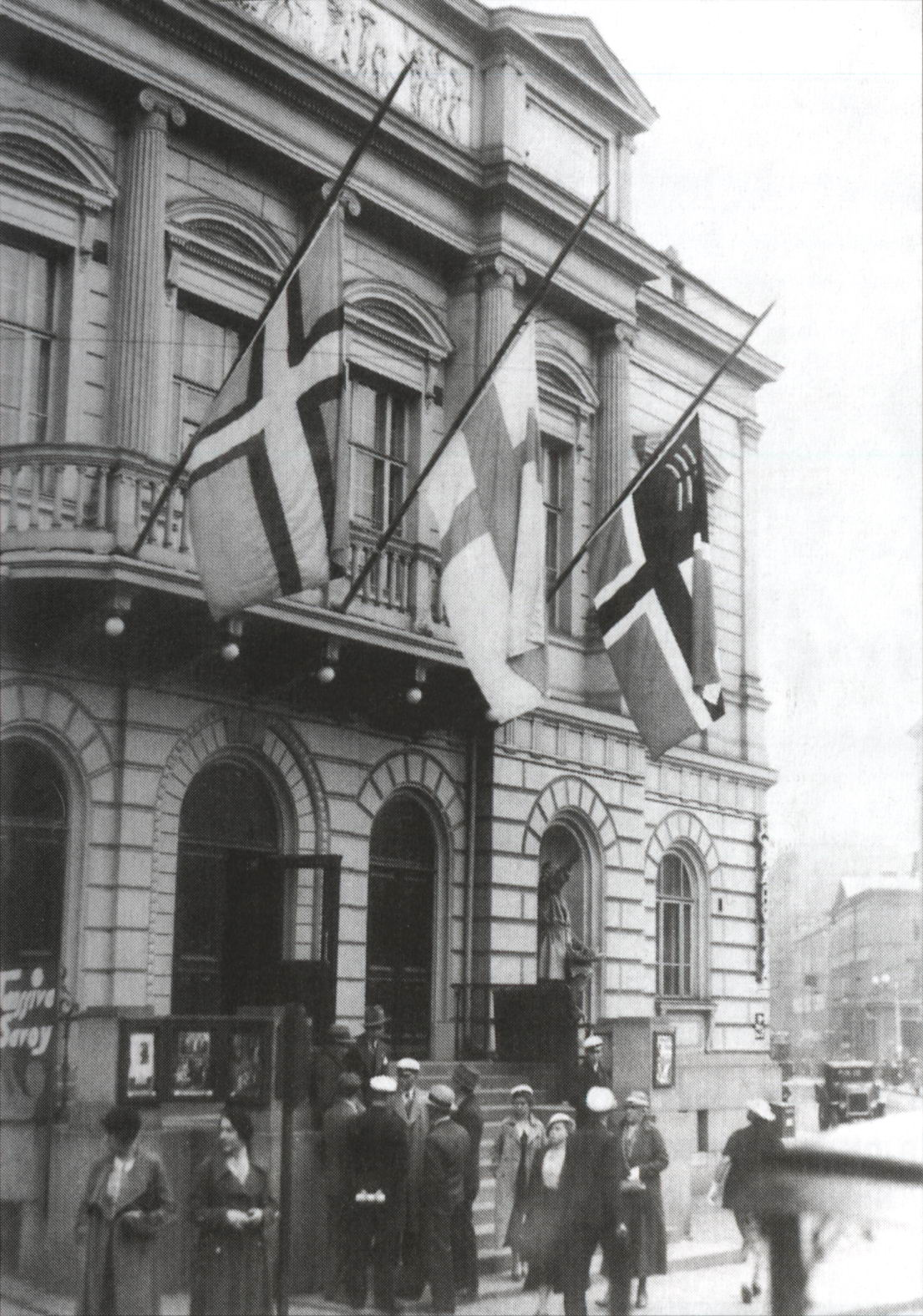
Drapelele Ingriei, Finlandei și Careliei Răsăritene coborâte în bernă în semn de protest față de deportări – Helsinki, 1934

Deportările finlandezilor ingrieni au fost o serie de mutări forțate ale finlandezilor ingrieni efectuate de autoritățile sovietice. Deportările au început la sfârșitul deceniului al treilea al secolului al XX-lea și au durat până la sfârșitul celui de-al Doilea Război Mondial. Deportările au fost parte a genocidului la care au fost supuși finlandezii ingrieni.

## Contextul istoric
Finlandezii luterani au trăit în Ingria pentru mai bine de 400 de ani, încă din perioada în care regiunea se afla sub stăpânirea Suediei. Ei au emigrat în Ingria din Finlanda și Istmul Carelia și au început să se autodefinească ca „finlandezi ingrieni”. În 1919, populația fino-ingriană era de 132.000 de persoane în Ingria. În plus, alți 10.000 de finlandezi ingrieni locuiau în Petrograd. Tratatul de pace ruso-finlandez din 1920 le-a garantat finlandezilor ingrieni un anumit grad de autonomie națională. În 1928 a fost înființat o regiune autonomă, iar limba finlandeză a fost folosită în școli, emisiunile radio și în administrație.

## Deportările
Represiunile împotriva finlandezilor ingrieni au început în 1928, în același timp cu declanșarea colectivizării forțate a agriculturii. Între 1929 și 1931, autoritățile sovietice au deportat 18.000 de oameni din regiunile din vecinătatea frontierei cu Finlanda, ceea ce a reprezentat aproximativ 16% din totalul populației fino-ingriene. Toți finlandezii care mai rămăseseră în cele patru parohii de frontiera au fost deportați în 1936 și în locul lor au fost colonizați ruși. În 1937, toate școlile, publicațiile, emisiunile radio în limba finlandeză și bisericile ingriene luterane au fost închise. În perioada 1937–1938, 4.000 finlandezi ingrieni au fost împușcați, iar peste 10.000 au fost deportați în lagăre de muncă. Până în 1939, populația fino-ingriană a scăzut la aproximativ 115.000 oameni, ceea ce reprezintă o reducere de aproximativ 10% față de cifrele din 1926 iar regiunea autonomă a finlandezilor ingrieni a fost desființată.
După ce Germania a invadat Uniunea Sovietică și a început Blocada Leningradului, toți cei 20.000 de finlandezi ingrieni care rămăseseră pe teritoriul controlat de sovietici au fost deportați în Siberia. Cei mai mulți finlandezi ingrieni, alături de reprezentanții altor minorități fino-baltice, care au rămas în teritoriul controlat de germani au fost evacuați în Finlanda în 1943-1944. După ce finlandezii a semnat armistițiul cu sovieticii, au fost forțați să repatrieze evacuații. Autoritățile nu le-a permis celor 55.733 de repatriați să se întoarcă la casele lor din Ingria și i-a deportat în regiunile centrale din Uniunea Sovietică. Principalele regiuni în care finlandezii ingrieni au fost trimiși în așezări obligatorii au fost în zone din Rusia Centrală, Siberia și Tadjikistan.

## Urmări
Deportările au dus la asimilarea etnică rapidă a finlandezilor ingrieni. După 1956, reîntoarcerea pe pământurile natale din Ingria a fost permisă oficial, dar s-a dovedit greu de realizat în practică. Ca urmare, numeroși fino-ingrieni s-au stabilit în regiunile finice ale Estoniei și Careliei. În 1989, mai erau 18.000 de finlandezi în Ingria și Leningrad, iar în întreaga Uniune Sovietică erau 67.813 de finlandezi. Doar 34,7% dintre ei declarau că finlandeza este principala limbă vorbită. Ingrienii și alți etnici finici nu au fost diferențiați în  recensămintele oficiale. Odată cu destrămarea URSS au apărut unele încercări de reînviere a vieții culturale fino-ingriene în Ingria, dar, în același timp, numeroși finlandezi ingrieni au emigrat în Finlanda.